# Aegialoalaimidae
Aegialoalaimidae é uma família de nematóides pertencentes à ordem Leptolaimida.
Género:
- Aegialoalaimus de Man, 1907